# Ioan Banciu
Ioan Banciu (n. 21 ianuarie 1892, Ploiești, Județul Prahova, Regatul României – d. 20 martie 1969, Anina, județul Caraș-Severin, Republica Socialistă România) a fost un deputat în Marea Adunare Națională de la Alba Iulia, organismul legislativ reprezentativ al „tuturor românilor din Transilvania, Banat și Țara Ungurească”, cel care a adoptat hotărârea privind Unirea Transilvaniei cu România, la 1 decembrie 1918..

## Activitatea politică
Banciu Ioan a fost secretarul Consiliului Național Român din Iernuțeni. Ca deputat în Adunarea Națională din 1 decembrie 1918, Ioan Banciu a fost delegat titular al cercului electoral Germesig (azi Gornești). După 1918 a fost secretar general în Valea Mureșlului în cadrul Uniunii Muncitorilor din industria lemnului din Cluj. Între 1926 și 1930 a fost primar în Anina iar după 23 august 1944 a devenit membru al P.S.D..

## Lectură suplimetară
- Daniela Comșa, Eugenia Glodariu, Maria M. Jude, Clujenii și Marea Unire, Muzeul Național Transilvania, Cluj-Napoca, 1998
- Florea Marin, Medicii și Marea Unire, Editura Tipomur, Târgu Mureș, 1993
- Silviu Borș, Alexiu Tatu, Bogdan Andriescu, (coord.), Participanți din localități sibiene la Marea Adunare Națională de la Alba Iulia din 1 decembrie 1918, Editura Armanis, Sibiu, 2015